# Wapen van Lille (België)

Wapen van Lille.

Het wapen van Lille is het heraldisch wapen van de Antwerpse gemeente Lille. Lille werd driemaal dit wapen toegekend: op 6 oktober 1819, op 31 december 1838 en ten slotte op 8 juli 1986.

## Geschiedenis
Lille ontving haar gemeentewapen voor het eerst op 6 oktober 1819 van de Hoge Raad van Adel, zich hiervoor baserend op de oudste zegels van de gemeente zonder evenwel de kleuren te vermelden, waardoor de Rijkskleuren (blauw-goud) werden gebruikt.
Ditzelfde wapen werd in 1838 en 1986 met dezelfde kleuren door de Belgische overheid bevestigd.

## Blazoenering
De huidige blazoenering luidt als volgt:

In lazuur een Sint-Pieter houdende een sleutel in de rechterhand, van goud.
— Ministerieel besluit, 8 juli 1986

## Vergelijkbare wapens

Wapen van Herenthout.